# Fusil du 10 juillet
Le Fusil du 10 juillet (Shqiptare 10 korriku en albanais) est une variante de la carabine Type 56 (et donc de la SKS) fabriquée en République populaire socialiste d'Albanie. 

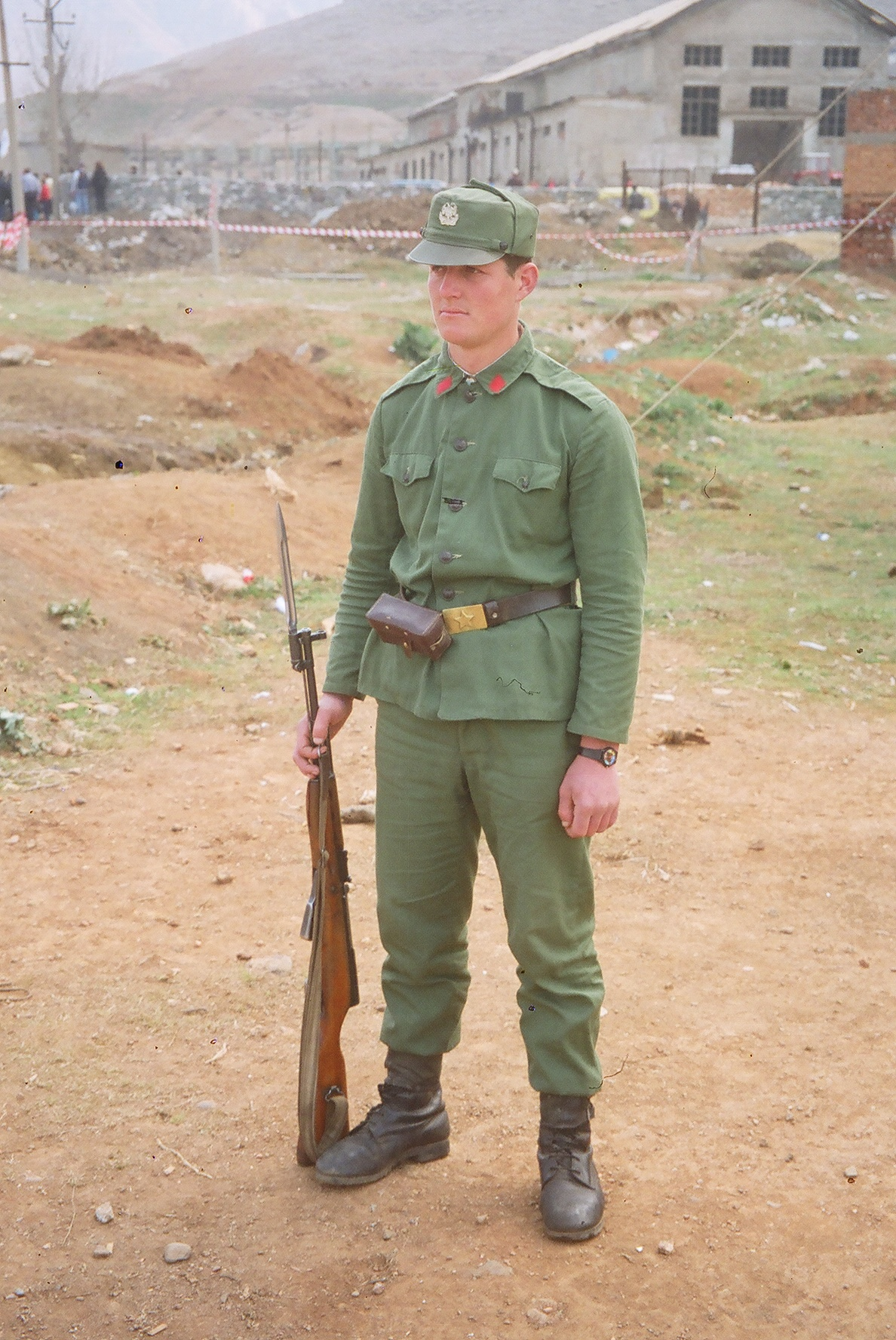
Sentinelle de l'Armée albanaise avec sa Carabine du 10 juillet

## Histoire
Les forces armées albanaises a d'abord perçu des carabines SKS ( Union soviétique  puis des Type 56 ( Chine).
Des techniciens chinois ont conseillé le personnel de l'Usine mécanique de Gramsh pour que celui-ci produise 17 000 à 20 000 Fusils du 10 Juillet entre 1969 et 1979 avec une interruption de 1972 à 1975.

## Caractéristiques particulières
Vis-à-vis de ses modèles sino-soviétiques, il diffère par :
- Baïonnette : cruciforme et bronzée.
- Monture  en hêtre.
- Fût plus long allant jusqu'à la frette des gaz.
- Garde-main plus carré (voir photo) plus long allant jusqu'à la frette des gaz.
- Magasin redessiné de manière plus parallélépipédique.

## Données techniques
- Type : carabine semi-automatique à baïonnette repliable
- Fonctionnement : Emprunt des gaz
- Calibre : 7,62 mm
- Canon : 520 mm
- Magasin : 10 cartouches de 7,62 × 39 mm M43
- Encombrement : 1,02 m (baïonnette au repos) pour 3,9 kg (arme à vide)

## Le Fusil du 10 juillet au combat
A travers le pillage des entrepôts des Forces armées albanaises au début des années 1990 et le trafic d'armes, cette « SKS albanaise » a servi lors des :
- Guerre de Croatie
- Guerre de Bosnie-Herzégovine
- Guerre du Kosovo
- Insurrection albanaise de 2001 en Macédoine

### Ouvrages
- Dominique Venner, Les Armes soviétiques, Grancher, 1980.
- Edward Clinton Ezell, Encyclopédie Mondiale des Armes légères, Paris,Editions Pygmalion

, 1980 et 1989 (1re et 2e éd° françaises).
- Ian V. Hogg, John Weeks, Les Armes légères du XXe Siècle, Paris, Éditions De Vecchi, 1981.